# Аптайм
Аптайм (с англ. — «uptime») — время непрерывного функционирования вычислительной системы или её части. Аптайм также может быть метрикой, представляющей процент времени, в течение которого оборудование, компьютерная сеть или устройство успешно функционируют. Он часто измеряется в процентах, например, «пять девяток», что означает систему, работающую 99,999 процента времени. 

Даунтайм, противоположность аптайма, представляет период времени, когда система не функционирует.
С аптаймом и даунтаймом связаны другие показатели надёжности, такие как среднее время наработки на отказ (MTBF) и среднее время ремонта (MTTR).
Пользователи обычно не замечают разницы между высокой надежностью и крайней надежностью сервиса, поскольку опыт пользователя определяется менее надежными компонентами, такими как сеть коммуникаций или устройство, которое они используют. Пользователь, использующий смартфон с надежностью 99%, не сможет заметить разницу между надежностью сервиса на уровне 99,99 % и 99,999 %. Поэтому разработчики могут вместо простого максимизирования аптайма стремиться балансировать риск даунтайма с целями ускорения разработки и эффективной эксплуатации сервиса, чтобы обеспечить оптимальное удовлетворение пользователей в целом.
В ряде операционных систем имеется утилита для определения аптайма, например, uptime в Unix-системах.
Вычисление или мониторинг аптайма некоторого приложения может быть непростым. Во-первых, работоспособность одних компонентов может зависеть от других компонентов. Во-вторых, некоторые узлы могут дублироваться для повышения надежности. В-третьих, измерения, скажем, загрузки процессора, выполняются в определённые моменты, а не непрерывно, поэтому по теореме Котельникова сверхвысокой точности измерений достичь непросто.

## Рекорды
По состоянию на 2000 год известен рекорд аптайма сервера под управлением OpenVMS — 18 лет.